# 小行星8030
小行星8030（英語：8030 Williamknight）是一颗围绕太阳公转的小行星。1991年9月29日，罗伯特·H·麦克诺特在赛丁泉山发现了此天体。
这颗小行星的绝对星等为325.4368973649171等。